# إليانور لين
إليانور لين (بالإنجليزية: Eleanor Lynn) هي ممثلة أمريكية، ولدت في 29 أكتوبر 1916 في نيويورك في الولايات المتحدة، وتوفيت في 26 ديسمبر 1996 في Kinderhook, New York ‏ في الولايات المتحدة.

## وصلات خارجية
- إليانور لين على موقع IMDb (الإنجليزية)
- إليانور لين على موقع قاعدة بيانات برودواي على الإنترنت (الإنجليزية)
- إليانور لين على موقع قاعدة بيانات الفيلم (الإنجليزية)